# هستی (ترانه)
«هستی» یا «رؤیای هستی» عنوان ترانه یا تصنیفی با صدای غلامحسین بنان است که با شعری از اسمعیل نواب صفا و بر روی آهنگی از حسینعلی ملاح اجرا شده‌است.
این ترانه که از آن با عناوین دیگری همچون «نغمه هستی» و «قصه پرملال» نیز یاد شده‌است، به خاطر آهنگ دلنشین و مضمون فلسفی شعر آن، یکی از شاخص‌ترین و به یاد ماندنی‌ترین آثار غلامحسین بنان محسوب می‌شود. بنابه گفته پری بنان، همسر غلامحسین بنان، این هنرمند در میان تصنیف‌های متعددی که اجرا کرده بوده، به تصنیف «هستی» بیش از سایر تصنیف‌ها و ترانه‌های خویش علاقه داشته و به خصوص در سال‌های پایانی عمر خویش، به‌طور دائم و مکرر به این ترانه خود گوش می‌داده‌است.

## دربارهٔ ترانه
سید اسماعیل نواب صفا، شاعر ترانه «هستی»، در کتاب خاطراتش که با عنوان قصه شمع انتشار یافته، از ترانه «هستی» («رؤیای هستی») به عنوان یکی از بهترین و شاخص‌ترین ترانه‌هایی که در دوران ترانه سرائیش سروده نام برده و در مورد آن می‌نویسد:
روانشاد ملاح دو آهنگ ساخته‌اند که شعر هر دو از من می‌باشد، یکی: سرود پولاد است و دیگری آهنگی در بیات اصفهان، که با مدولاسیون یا پرده گردانی یا یه اصطلاح مرکب خوانی، به سه گاه رفته و دوباره در بیات اصفهان یا خانه اصفهان بازگشته‌اند.
مقصود نواب صفا از سرود پولاد، به احتمال قوی همان سرودی است که به مناسبت افتتاح ذوب آهن (شرکت ملی فولاد ایران امروزی)، در اوایل دهه سی خورشیدی ساخته شد و توسط اندیشه که از خوانندگان مطرح آن روزگار بود، اجرا گردید.
نواب صفا همچنین دربارهٔ شعری که خود برای این ترانه ساخته‌است، می‌نویسد:
این شعر دارای مضمونی فلسفی است که برای بار نخست چنین مضمونی بر روی آهنگ توسط من ساخته شده‌است و قسمتی از آغاز آن را نقل می‌کنم:
هستی چه بود، قصهٔ پر رنج و ملالی
کابوس پر از وحشتی، آشفته خیالی
ای هستی من و مستی تو، افسانه‌ای غم افزا

کو فرصتی که تا لذتی بریم از شب وصالی
نکته‌ای که نواب صفا دربارهٔ علاقهٔ فوق العادهٔ بنان به ترانه «هستی»، از قول همسر بنان مورد اشاره قرار داده‌است، موضوعیست که در جاهای دیگر نیز مورد تأکید قرار گرفته‌است. از جمله در مصاحبه‌ای که در شماره ۵۱ ماهنامه ادبستان (به سردبیری: سید احمد سام) با پری بنان (پریدخت آذر) صورت گرفته وی باز هم بر اشتیاق و علاقه غلامحسین بنان نسبت به این تصنیف خویش تأکید می‌کند و بیان می‌نماید که وی حتی در آخرین ماه‌های عمر خود، بارها با دیدگانی اشکبار به این ترانهٔ خود گوش می‌سپرده‌است.

## متن شعر
هستی چه بود؟، قصهٔ پر رنج و ملالی
کابوس پر از وحشتی، آشفته خیالی
ای هستی من و مستی تو، افسانه‌ای غم افزا
کو فرصتی که تا لذتی بریم از شب وصالی؟
ز هستی، نصیبم بود درد بی نهایت
چنان نی، ندارم سر شکوه و شکایت
چرایی غمین، اقامت گزین به درگاه می‌فروشان
گریز از محن، چو من ساغری بزن، ساغری بنوشان!
هستی چه بود؟، قصهٔ پر رنج و ملالی
کابوس پر از وحشتی، آشفته خیالی
ای دل، چه ز جانم خواهی؟، ای غم ، ز چه جانم کاهی؟
ترسم که جهانی سوزد، از دل چو بر آرم آهی
به دلم نه هوس، نه تمنا باشد، چه کنم که جهان همه رویا باشد!
بگذر ز جهان همچون من، افشان به جهانی دامن
بزمم سیه اما سازم جمع دگران را روشن
هستی چه بود؟، قصهٔ پر رنج و ملالی
کابوس پر از وحشتی، آشفته خیالی
ای هستی من و مستی تو، افسانه‌ای غم افزا
کو فرصتی که تا لذتی بریم از شب وصالی؟